# Stateira (épouse d'Artaxerxès II)
Pour les articles homonymes, voir Stateira.
Titre
Reine achéménide
404 av. J.-C. – 400 av. J.-C.
Stateira (en grec ancien : Στάτειρα), morte vers 400 av. J.-C., est une reine de Perse appartenant à la dynastie des Hydarnides.
Fille d'Hydarnès III, satrape d'Arménie, elle est l'épouse du grand roi achéménide Artaxerxès II.

## Biographie
Le grand roi Darius II, désireux d'entretenir de bonnes relations avec les puissantes familles de satrapes de son empire, donne sa fille Amastris (de) à Teritouchmès, tandis que son fils Artaxerxès II épouse la sœur de Teritouchmès, Stateira.

### Règne
Cependant, Teritouchmès aimait plus l'une de ses demi-sœurs que son épouse royale et tente alors de déclencher une rébellion. Par conséquent, Parysatis, épouse de Darius, fait tuer tous les enfants d'Hydarnès III et n'épargne la vie de Stateira qu'à la demande de son mari.
Artaxerxès II prend le trône de Perse en 404 av. J.-C. à la mort de son père. Stateira semble avoir été sa seule épouse légale malgré ses nombreuses concubines. Elle lui donne un héritier, Artaxerxès III, ainsi que d'autres enfants.
La reine mère, Parysatis et Stateira, tentent chacune de leur côté d'être la clé de l'influence politique sur le roi, devenant par ce fait de féroces rivales.
Stateira, très populaire auprès des gens, prétendument parce qu'elle laissait les rideaux de son carrosse ouverts et parce qu'elle parlait aux gens ordinaires, soutient son mari lors de sa querelle avec son frère Cyrus le Jeune et critique sa belle-mère, du côté de ce dernier. La haine intense entre les deux femmes aurait conduit Parysatis à encourager Artaxerxès II à prendre des concubines afin de heurter sa femme. Stateira dénonce également publiquement les cruautés de la reine mère à la cour, comme par exemple le traitement brutal de l'eunuque Masabatès.

### Mort
Parysatis, jalouse de sa belle-fille, est à l'origine du complot visant à éliminer Stateira. Elle se fait aider d'un fidèle serviteur nommé Gigis selon l'historien Plutarque. Elle aurait cuisiné un oiseau avec un couteau empoisonné de telle manière que seule la moitié de l'animal était mélangée au poison. Cette moitié est alors servie à Stateira au dîner, le repas empoisonné causant la mort douloureuse de Stateira.

## Famille

### Mariage et enfants
De son mariage avec le roi Artaxerxès II, elle eut :
- Artaxerxès III ;
- Atossa (de) ;
- Apama (de).

## Hommage et postérité
L'astéroïde (831) Stateira est nommé ainsi en son honneur.